# Camptotheca lowreyana
Camptotheca lowreyana là một loài thực vật có hoa trong họ Cornaceae. Loài này được S.Y.Li miêu tả khoa học đầu tiên năm 1997.